# Ramon Saro
Ramon de Lima Saro (sinh ngày 26 tháng 7 năm 1991) là một cầu thủ bóng đá người Brasil thi đấu ở vị trí trung vệ.
Vào ngày 19 tháng 1 năm 2017, Liên đoàn bóng đá châu Á tuyên bố rằng Saro và 11 cầu thủ Brasil khác không được phép đại diện Đông Timor. Hai tháng sau, hộ chiếu Đông Timor anh nhận được Bộ Công lý Đông Timor tuyên bố là ‘không có giá trị’.

## Sự nghiệp quốc tế

### Bàn thắng quốc tế
Tỉ số và kết quả liệt kê bàn thắng của Đông Timor trước.
| #  | Ngày                | Địa điểm                                                  | Đối thủ   | Tỉ số | Kết quả | Giải đấu                 |
| -- | ------------------- | --------------------------------------------------------- | --------- | ----- | ------- | ------------------------ |
| 1. | 11 tháng 6 năm 2015 | Sân vận động Quốc gia Bukit Jalil, Kuala Lumpur, Malaysia | Malaysia  | 1–1   | 1–1     | Vòng loại World Cup 2018 |
| 2. | 8 tháng 10 năm 2015 | Sân vận động Quốc gia, Dili, Đông Timor                   | Palestine | 1–0   | 1–1     | Vòng loại World Cup 2018 |